# Аквилејски сабор
Сабор у Аквилеји 381. године био је први од пет сабора који су одржани у Аквилеји. Овај сабор је сазван уз дозволу цара западног дела Римског царства Грацијана у завршној фази аријанског спора. 
Након што је цар Теодосије потврдио одлуке Цариградског сабора 19. јула 381. године, епископи су почели да се окупљају на Сабор у Аквилеји. Учесници новог сабора упутили су цару писма у којима су у разним приликама критиковали претходни сабор, посебно због свргавања Максима Киника, и изразили жељу да се преиспитају питања антиохијског раскола. Друга мета сабора били су балкански епископи Паладије из Рацијаре, Секундијан из Сингидунума и Леонтије, епископ Салона, које је папа Дамас претходно прогласио невиним. Осудивши их све, сабор је показао жељу да се аријанство у црквеном животу Италије и западног Балкана прекине.
Сабор је организовао милански епископ Амвросије, а одржан је септембра 381. под председништвом аквилејског епископа Валеријана. Сабору су присуствовала 32 западна епископа који су представљали Италију, Галију, Африку и Илирију. Међу учесницима су били и касније канонизовани Филастрије, епископ Брешије, и Јуст Лионски. Са западне стране нису били заступљени само Рим – вероватно због борбе коју је папа Дамас у то време водио са Урсином – и Шпанија.
Омијску страну су представљала два свргнута епископа из Дакије, Паладије Рацијански и Секундијски, наследник Урсакија из Сингидунума. Познато је да се, желећи да одбрани себе и своје сараднике од оптужби за јерес, Паладије септембра 380. године у Сирмијуму обратио цару Грацијану са молбом да дозволи сазивање Омског сабора. Цар је, желећи да средиште решавања црквених проблема премести у свој део царства, пристао је на овај предлог. Међутим, касније, под утицајем Амвросија Миланског, издао је рескрипт којим је на сабор позвао само епископе епархија најближих Аквилеји, не помињући ни источне ни балканске епископе. Са таквим ограничењима за учеснике, Паладије није имао наде у заштиту.
После прелиминарних поверљивих расправа, сабор је отворен 3. септембра 381. године. На захтев Амвросија, који је постао главни говорник од православних, јавно је прочитано Аријево писмо епископу Александријском, након чега је Паладије упитан да ли осуђује Аријево учење о Сину као богохуљење. Без директног одговора, Паладије је оптужио Амвросија да је спречио источне епископе да учествују на сабору. Даље, избегавао је на сваки начин да осуди Аријеву доктрину. Исте линије су затим следили Секундијан и свештеник Атал. Истог дана, 3. септембра, Паладије, Секундијан и Атал су анатемисани и свргнути, а писмо о томе послато је свим епископима Запада. О томе је послато и писмо царевима у коме се позива на световну помоћ у уклањању осуђених са епископских тронова. У свом трећем писму, сабор се обратио Грацијану са молбом да не слуша антипапу Урсина и његове присталице. Коначно, у четвртом писму, такође упућеном Грацијану, сабор се заложио за Павла Атиокијског и Тимотеја Александријског и тражио да се у Александрији организује сабор за решавање спора између православних.
Сачувана Дела Аквилејског сабора спадају међу најдетаљније касноримске судске записе.